# Hyundai Accent WRC
La Hyundai Accent WRC è una versione sportiva della Hyundai Accent, specificatamente progettata dalla casa automobilistica coreana Hyundai Motor Company per partecipare al Campionato del mondo rally nella classe WRC, in cui ha gareggiato dal 2000 al 2003 senza mai riuscire a salire sul podio in una tappa del mondiale.

## Storia
Prima del 2000 la Hyundai prendeva parte al campionato con le Coupe Evo1 ed Evo2 che gareggiavano nella categoria 2 ruote motrici dal 1996 per cui la Accent WRC è la prima vettura ufficiale della casa coreana a partecipare alla classe regina in un mondiale.

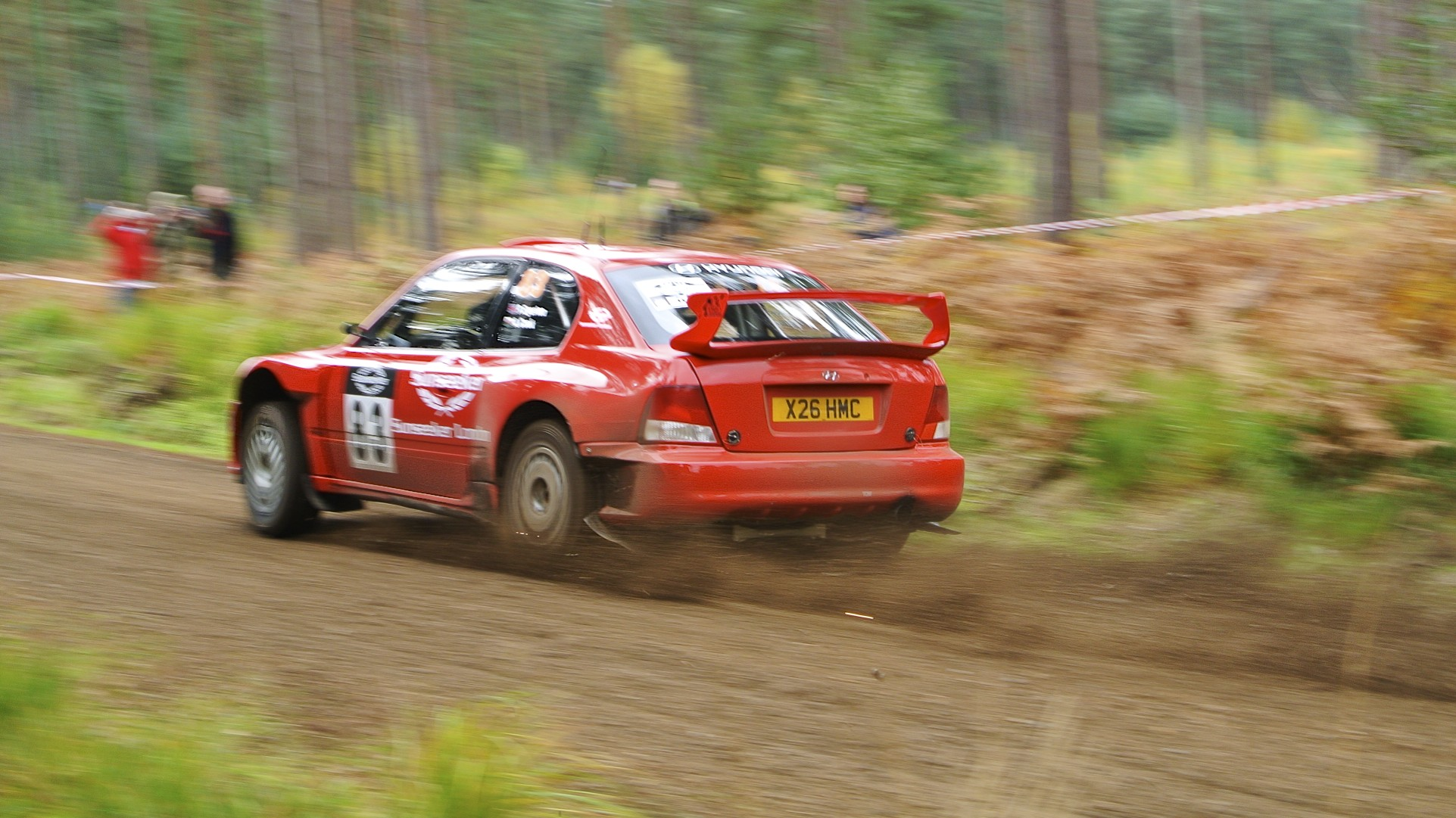
Vista posteriore di una Accent WRC

La vettura è stata progettata in simbiosi con diverse aziende esperte in vetture WRC e nella preparazione di motori turbo come la Motor Sport Developments (MSD) e la Mountune. Lo sviluppo ed i test presero buona parte del 1999 ma a causa del limitato budget non proseguirono in maniera significativa dopo il debutto che avvenne nel 2000 al Rally di Svezia.
Per l'annata 2001 il team sviluppò un'evoluzione della prima auto: la Accent WRC2, con un nuovo disegno delle sospensioni e l'introduzione di miglioramenti aerodinamici sulla carrozzeria.
La terza e ultima evoluzione della vettura si ebbe con la Accent WRC3 e interessò soprattutto il motore (sviluppato ora interamente dalla MSD); disputò le stagioni 2002 e 2003 al termine della quale annunciò l'abbandono del progetto a causa del budget insufficiente e in seguito anche al ritiro della Castrol dalla sponsorizzazione principale.
Come migliori risultati nel mondiale, la Accent WRC ottenne due quarti posti: con Kenneth Eriksson al Rally d'Australia del 2000 e con Alister McRae al RAC Rally 2001.